# Guilherme Estius

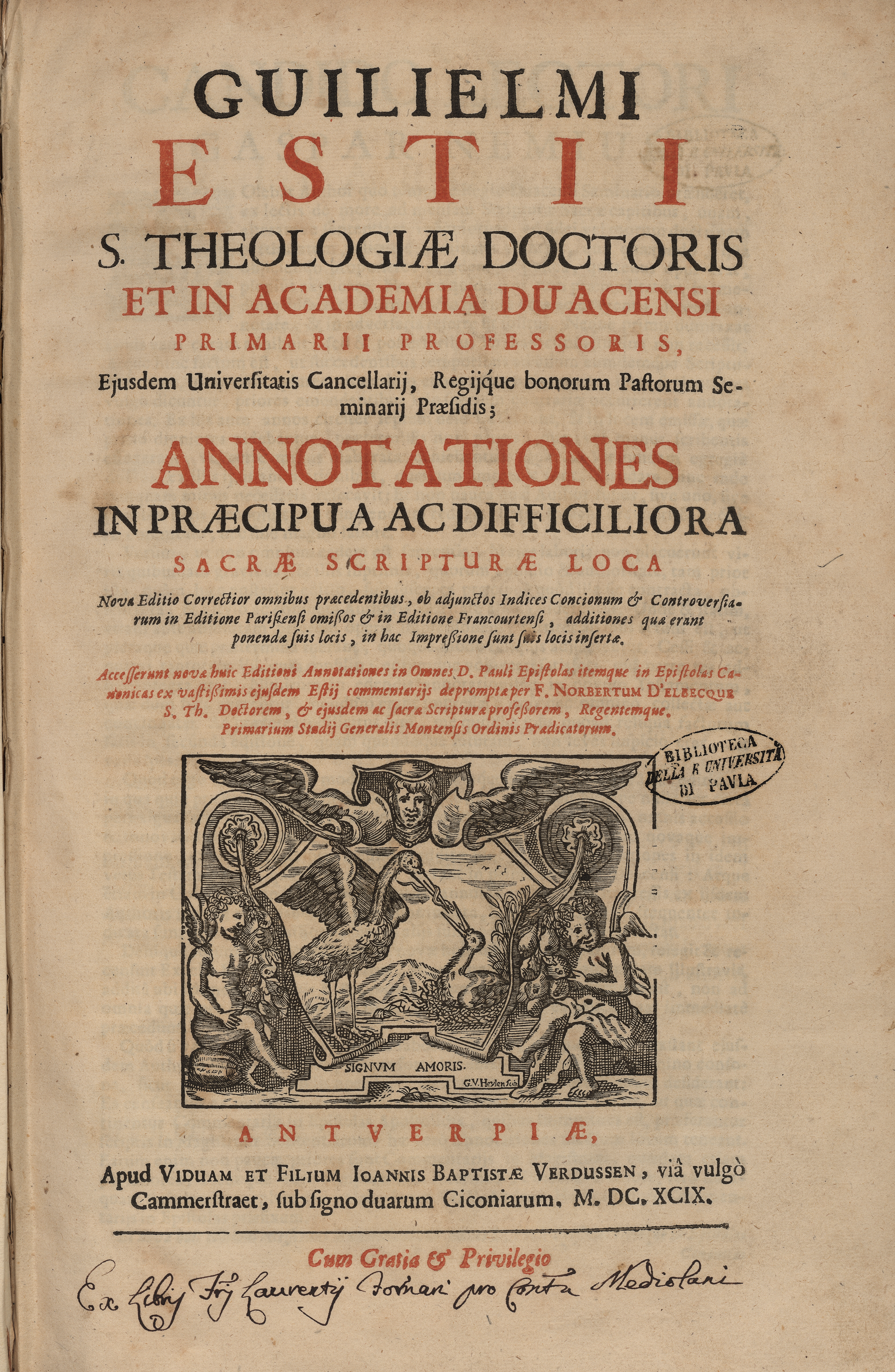
Annotationes in praecipua ac difficiliora Sacrae Scripturae loca, 1699

Guilherme Estius, Guilherme d'Este ou Willem Hesselszoon Van Est ou Gulielmus Estius (Gorcum, Países Baixos, 1542 - Douai, 20 de setembro de 1613 ) foi um teólogo católico, exegeta e comentarista das Epístolas Paulinas.
O Papa Bento XIV o qualificou de Doctor Fundatissimus

## Obras
- 1582 Martyrium Edmundi Campiani, societatis Jesu. e Gallico translatum Lovanii in-8
- 1603 Historia martyrum Gorcomiensium Douai, in-4 , Histoires de 19 religieux, la plupart de l'ordre de Saint-François, ils furent massacrés  à Gorinchem.[1].
- 1609 Responsio... ad ea quae sibi objecta erant a R. P. Joanne Deckerio, Societatis Jesu professore, anno Domini 1609 edita
- 1614 Oriationes Theologicæ
- 1614 Commentaria in epistotas Dti. Pauli Douai
- 1615 Commentaria in quatuor libros sententiarium Petri Lomabardi
- 1621 Annotationes in præcipua ac difficiliora sacræ scripturæ Douai